# Hellraiser (festival)
Pour les articles homonymes, voir Hellraiser (homonymie).
Hellraiser est un concept de festivals de techno hardcore néerlandais organisés depuis 1992. Il est popularisé grâce à des grands moyens scénographiques mis en œuvre durant les soirées. Le concept repose sur les événements, initialement organisés par Immortal Sound Productions (ISP), puis repris par Rige, et se décline également en compilations et autres produits de merchandising.

## Concept
Le concept Hellraiser est fondé sur l'événement organisé tout d'abord par Immortal Sound Productions (ISP) en 1992. Le concept tourne autour d'une mise en scène de la série de films Hellraiser, notamment le personnage principal Pinhead et le thème du film a énormément été joué lors des événements. ISP, aidé par ID&T puis Rige, vont décliner la marque Hellraiser sous différentes formes. Le logo d'Hellraiser est apposé sur de nombreux objets de merchandising : bombers, casquettes, slipmats, etc. Les compilations Hellraiser présentent les compositions hardcore des artistes présents lors des événements. En 1998, ISP change de nom et devient World Sound Productions. C'est le début d'une période mouvementée pour le concept, qui passe successivement entre les mains des sociétés événementielles Shadowlands, TNT puis United Hardcore Forces en 1999. Le concept est plus tard repris par Rige.
Le nom du festival est considéré[Par qui ?] comme illégal car il est dérivé du nom de la série des films Hellraiser réalisée par Clive Barker. Le personnage principal Pinhead a fréquemment fait son apparition à des fins promotionnelles, tout comme d'autres éléments de l'univers de Clive Barker, qu'il s'agisse des autres Cénobites (« Cenobites ») ou des Cubes (« the Boxes »). Barker était conscient des violations des droits d'auteur mais n'a intenté aucune action en justice car il était honoré de voir que ses créations étaient mise en scène dans un célèbre festival[réf. nécessaire]. Au contraire, la vente de ses films n'a jamais aussi bien fonctionné que depuis l'organisation du festival[réf. nécessaire].

## Histoire

### ISP et ID&T
Les événements organisés par ISP prennent l'appellation générale de « Hellraiser Ultimate Hardcore Dance Event — HUHDE ». La première édition du festival Hellraiser se déroule en 1992 au Helder, en Hollande-Septentrionale. Cependant, l'édition fondatrice du festival comme événement de grande dimension est celle qui s'est déroulée cette même année à Utrecht sous le nom de Hellraiser presents: We Are E, « E » étant l'abréviation d'ecstasy[réf. nécessaire]. En 1993, la Sporthallen Zuid d'Amsterdam accueille le festival le 2 février, édition intitulée « Hellraiser - The Immortal Cosmos ». La Sporthallen Zuid accueille par la suite le festival à de nombreuses reprises, et les soirées sont suivies généralement par des after-parties, qui se déroulent hors Amsterdam, par exemple les afters « Immortality » à Utrecht en 1993, ou les afters au Psychodrome de Lelystad en 1993 également.
En 1995, ISP coorganise un événement plus grand, en collaboration avec le label ID&T. L'événement multiscène intitulé « Digital Overdose » accueille en particulier une scène destinée à la hardcore house, « Hellraiser vs. Thunderdome », permettant à ID&T d'y représenter son concept phare. Les événements accueillent à cette époque environ 15 000 participants). En 1997, la scène gabber prend une ampleur phénoménale. L'événement du 24 mai à la Sporthallen Zuid a accueilli une telle foule que le public se bousculait dans le couloir principal et qu'une humidité à la limite du supportable et une forte température étaient ressenties par les participants[réf. nécessaire]. Le dernier événement organisé à la Sporthallen Zuid se déroule le 4 septembre 1999. Mais jusqu'en 2008, les événements ont été interdits dans cette salle[réf. nécessaire]. Depuis février 2008, les événements à la Sporthallen sont de nouveau autorisés, mais l'événement Hellraiser n'y a plus été organisé.

### Rige
Au début du XXIe siècle, Rige reprend le concept Hellraiser. Eric Amsterdam, membre du duo E-Rick and Tactic, popularise le concept de Hellraiser dans certains petits événements avant que les droits d'auteur ne soient rachetés par Rige[réf. nécessaire].
Le 29 mai 2004, la police procède à un contrôle lors d'un événement à Zuidlaren, commune de Tynaarlo, province de Drenthe. Environ 3 000 visiteurs sont fouillés et une douzaine d'entre eux sont arrêtés. Le 7 juin 2008, Rige organise l'événement Hellraiser - Return to the Labyrinth au Vechtsebanen d'Utrecht.
Au total, 68 événements Hellraiser ont été organisés jusqu'en 2022.

## Programmations notables
| Date              | Lieu                                    | Nom                                                                                   | Pays      | Participants | Remarques                                                                    | Réfs  |
| ----------------- | --------------------------------------- | ------------------------------------------------------------------------------------- | --------- | --- | ---------------------------------------------------------------------------- | ----- |
| 1992              | Utrecht                                 | We Are E                                                                              | Pays-Bas  | — | —                                                                            | —     |
| 6 juin 1992       | Elementenstraat, Amsterdam              | We Are E - Part II                                                                    | Pays-Bas  | Abraxas, Gino, Flamman, DJ Dano, Buzz Fuzz | —                                                                            | —     |
| 19 septembre 1992 | Vechtsebanen, Utrecht                   | We Are E - Part III                                                                   | {Pays-Bas | Buzz Fuzz, Gino, Barry G., Dano, Neuv, Gizmo | —                                                                            | —     |
| 2 février 1993    | Vechtsebanen, Utrecht                   | The Immortal Cosmos                                                                   | Pays-Bas  | Dano, Flamman, Neuv, Rob, Gizmo, Buzz Fuzz, High Energy (live) | À guichet fermé                                                              | —     |
| 5 juin 1993       | Sporthallen Zuid, Amsterdam             | Hellraiser                                                                            | Pays-Bas  | Tanith, Gizmo, Mr. Oz, Buzz Fuzz, Lenny Dee, Liza 'N' Eliaz, Dano, CJ Bolland, PCP (live), High Energy (live), 303 Nation (live) | —                                                                            | —     |
| 28 août 1993      | Sporthallen Zuid, Amsterdam             | Hellraiser                                                                            | Pays-Bas  | Flamman, Ralphie Dee, Mr. Oz, Dano, Boscaland (DJ HMS), The Prophet, DJ Rok (de), Nico (live), The Speed Freak (live) | —                                                                            | —     |
| 16 octobre 1993   | Sporthal Quelderduyn, Le Helder         | Hellraiser - The Labyrinth                                                            | Pays-Bas  | — | —                                                                            | —     |
| 31 décembre 1993  | Sporthallen Zuid, Amsterdam             | Private Core                                                                          | Pays-Bas  | — | —                                                                            | —     |
| 3 septembre 1994  | Sporthallen Zuid, Amsterdam             | The Religion                                                                          | Pays-Bas  | Gizmo, Buzz Fuzz, Mr. Oz, DJ Paul, The Dark Raver, The Prophet, Rob, Tellurian (live) | —                                                                            | —     |
| 26 décembre 1994  | Marcanti Plaza (nl), Amsterdam          | The Christmas Spirit                                                                  | Pays-Bas  | — | —                                                                            | —     |
| 30 décembre 1994  | Marcanti Plaza, Amsterdam               | Underground Resistance                                                                | Pays-Bas  | — | Remplace la soirée The Religion Continues, prévue le 10 décembre et annulée. | —     |
| 5 mai 1995        | Discothèque Peppermill, Heerlen         | Intensive Care                                                                        | Pays-Bas  | - Scène principale : Lenny Dee, T-Bass, Gordon Blair, DJ Gangsta, DJ Paul, DJ Rob, Distortion (nl). - Scène Intelligent Progressive Trance : Jens, Tofke, Mas Ricardo, Petrov. | 4 500 places.                                                                | —     |
| 26 août 1995      | Sporthallen Zuid, Amsterdam             | Thunderdome vs. Hellraiser — Scène commune de Digital Overdose '95                    | Pays-Bas  | - Scène Hellraiser : Dano, Darren Jay, Digger, Ultra Violence, Ellis Dee, Neophyte, Rob, Technohead. - Scène Thunderdome : Prophet/Weirdo, Public Domain, Buzz Fuzz, Bass-D and King Matthew, Darkraver, Gizmo. |                                                                              | [ 6 ] |
| 20 octobre 1995   | Peppermill, Heerlen                     | Intensive Care                                                                        | Pays-Bas  | - Scène 1 : Lenny Dee, T-Bass, Gizmo, Lady Dana, Reanimator, BMC. - Scène 2 : Rob, Weirdo, Liza N'Eliaz, Rubens, Sven. | —                                                                            | —     |
| 23 février 1996   | Peppermill, Heerlen                     | Intensive Care                                                                        | Pays-Bas  | Lenny Dee, Rob, Dano, Sven, Bass-D, King Matthew, Petrov, Lisa N'Eliaz, Reanimator, Darrien Kelly, Akira. | 5 500 places.                                                                | —     |
| 10 mai 1996       | Discothèque The Club, Emmerich am Rhein | Warm-Up                                                                               | Allemagne | Dano, Flamman, Petrov, Fast Eddy, Klondiak, Sparky. | —                                                                            | —     |
| 11 mai 1996       | Sporthallen Zuid, Amsterdam             | Hellraiser — Scène de Digital Overdose '96                                            | Pays-Bas  | Lenny Dee, Cirillo, Hooligan, Rob, Liza N'Eliaz, Rubens, Flamman & Abraxas, Gizmo, Darkraver, Kwick, Party Animals (live act), Future Shock (K.N.O.R. : Ruffneck, Human Resource — live act). | —                                                                            | —     |
| 15 juin 1996      | Vechtsebanen, Utrecht                   | Bloodline: We are E - Part IV                                                         | Pays-Bas  | — | —                                                                            | —     |
| 17 août 1996      | Sporthallen Zuid, Amsterdam             | Hellraiser — Scène de Digital Overdose, Phase> 3.0                                    | Pays-Bas  | Dano, PCP DJ Squad, Ralphie Dee, Omar Santana, Manu le Malin, Buzz Fuzz, Rob, Ruffneck, Leviathan (live), PCP (live). | —                                                                            | —     |
| 31 décembre 1996  | Vechtsebanen, Utrecht                   | Hellraiser — Scène de Digital Overdose Taking You Into 1997                           | Pays-Bas  | Dano, Flamman & Abraxas, Rob, Liza N'Eliaz, Arjuna, Bass-D & King Matthew, Paralizer, Leviathan & MC Reaper (live), Future Shock (live). | —                                                                            | —     |
| 22 mars 1997      | Universitair Sport Centrum, Amsterdam   | The Labyrinth                                                                         | Pays-Bas  | — | —                                                                            | —     |
| 24 mai 1997       | Sporthallen Zuid, Amsterdam             | Hellraiser — Scène de Digital Overdose - Phase Four                                   | Pays-Bas  | Paul Elstak, Buzz Fuzz, Dano, Rob Gee, Ralphie Dee, Laurent Hô, Manu le Malin, Jim Sparxx, Leviathan (live), Neophyte (live) | —                                                                            | —     |
| 28 juin 1997      | Altes Guggelmann Areal, Roggwil         | Hellraiser                                                                            | Suisse    | - Hall 1, hardcore : The Predator, DJ Arjuna, 33E Side Squad (live), Leviathan (live), MC Hostile, Tellurian, Abraxas, Randy, Tim Tim, Freesoul, Obsession. - Hall 2, terrordome : Laurent Hô, Lunatic Asylum, Lewis, Yoshi, Nordwest Basses (live), Jesse James, Lukas, Cut A Kaos, Scud, Jesse The Killer, Jeff, Sezo, Lem-X. | —                                                                            | —     |
| 16 août 1997      | Sporthallen Zuid, Amsterdam             | Hellraiser — Scène de Digital Overdose 1997 Phase FIVE The Second Chapter             | Pays-Bas  | Dano, Miss Groovy, Rob, Omar Santana, Vibes, Buzz Fuzz, The Preacher, Gizmo, The Stunned Guys, PCP (live), Rotterdam Terror Corps (live). | —                                                                            | —     |
| 16 octobre 1997   | Melkweg, Amsterdam                      | Anarchy                                                                               | Pays-Bas  | Rob, Leviathan (live), Rotterdam Terror Corps (live), Ralphie Dee, Darkraver, Buzz Fuzz, Gizmo. | —                                                                            | —     |
| 15 novembre 1997  | Universitair Sport Centrum, Amsterdam   | The Labyrinth « Versus »                                                              | Pays-Bas  | - Hall 1: Hellraiser vs. ID&T ; Dano, Arjuna, Buzz Fuzz, Rob Gee ; Dark Raver, Lady Dana, The Prophet. - Hall 2: Ravers Religion vs. Dance II Eden (nl) ; Petrov, G-Town Madness, DJ Isaac, DJ Lead ; Paralizer, Fuckface, Darrien Kelly, DJ Rob & Da TMC. - Hall 3: Shadowlands ; DJ Vince & MC Syco, DJ Zany & MC Madness, DJ Tango, Miss Zelda, Shadowlands Terrorists (live). | —                                                                            | —     |
| 31 janvier 1998   | Hemkade 48, Zaandam                     | Intensive Care                                                                        | Pays-Bas  | - Hall 1 - Hellraiser presents: Da Predator, Jeroen Flamman, Rob, Chaos & L-Ende, The Prophet, Spiritual Child, Buzz Fuzz. - Hall 2 - Darkside presents: Phormula, GDO, Deadly D, DJ Crash, Flanagan, Lighter, Marky & Maze, MC Vinnie & MC Hype. - Hall 3 - Immortality présents: Pavo, Neuv, Digital Ben, Bass-D & King Matthew. - Hall 4 - Circus Hoffman presents: Rob Spacecake, AimÈe.                                                                                                 | —                                                                            | —     |
| 27 mars 1998      | Cherrymoon, Lokeren                     | Intensive Care                                                                        | Belgique  | — | —                                                                            | —     |
| 28 mars 1998      | Hemkade 48, Zaandam                     | Intensive Care                                                                        | Pays-Bas  | - Hall 1 - Hellraiser presents: Da Predator, Jeroen Flamman, Dano, Pavo, The Prophet, Spiritual Child, Buzz Fuzz. - Hall 2 - Darkside presents: Phormula, GDO, Bicker, DJ Crash, Flanagan, Lighter, Has, MC Vinnie & MC Hype. - Hall 3 - Immortality presents: Pavo, Skorp, Digital Ben, Bass-D & King Matthew Hall 4 - Circus Hoffman presents: Rob Spacecake. | —                                                                            | —     |
| 23 mai 1998       | Sporthallen Zuid, Amsterdam             | The Box                                                                               | Pays-Bas  | - Hall 1 - Hellraiser : Lady Dana, Buzz Fuzz, Spiritual Child, Da Predator, Jeroen Flamman, Ruffneck, DJ Attick & DJ Stylzz, The Visitor (live), Nation of Freaks (live). - Hall 2 - Immortality : Spider, Ram, Lady Aïda, Pavo, Dano, The Prophet, Bass-D and King Matthew. - Hall 3 - Ambient : Spacecake, Zender. - Hall 4 - Legally Stoned: G.D.O., Dylan, Byker, Crash, PTR, Deadly D, Phormula, Flanagan, Big Eye, Bass 80                                                             | —                                                                            | —     |
| 13 juin 1998      | Planet 12, Brisbane                     | Hellraiser: Ultimate Hardcore Dance Event                                             | Australie | Predator, Tellurian, 911 + Tymez 2, Hurricane, Theif | —                                                                            | —     |
| 5 septembre 1998  | Sporthallen Zuid, Amsterdam             | Hellraiser vs. Thunderdome — Scène de Digital Overdose 1998: The Journey              | Pays-Bas  | - Hellraiser : Baas, Pavo, Spiritual Child, Lady Dana, Leviathan (live). - Thunderdome : T-Wisted, Darkraver, Gizmo, G-Town Madness (live), The Masochist (live). | —                                                                            | —     |
| 31 décembre 1998  | Beursgebouw, Eindhoven                  | Shadowlands versus Hellraiser                                                         | Pays-Bas  | - Hall 1 - Hellraiser : DJ Rob & MC Joe, The Dreamteam, Jim Sparxx, The Speedfreak, The Destroyer (live), Amiga Shock Force (live), Haarlem Hardcore Squad (live). - Hall 1 - Shadowlands : DJ Tron, DJ Vince & MC Syco, Reanimator, DJ Freak, Tango & Cash, DJ Zany, Brainlock & Morphine, Shadowlands Terrorists (live), Nation of Freaks (live), Crapshoot Hardcore Clan (live) - Hall 2 - Dungeon of Doom : Attic & Stylzz, Buzz Fuzz, Dano, Ernesto, Gizmo, Placid K (nl), Vince, Zeal. | 12 000 places.                                                               | —     |
| 26 février 1999   | Peppermill, Heerlen                     | Hellraiser                                                                            | Pays-Bas  | — | —                                                                            | —     |
| 4 septembre 1999  | Sporthallen Zuid, Amsterdam             | Hellraiser — Scène de The Final Digital Overdose 2000: The Celebration of the Century | Pays-Bas  | Lenny Dee, Dano, Laurent Hô, Randy, Manu le Malin, Buzz Fuzz, DJ Vince, Rob, Shadowlands Terrorists (live), Headfuck (live), Marcus B (live) | —                                                                            | —     |
| 4 décembre 1999   | FEC Expo (nl), Leeuwarden               | Hellraiser — Scène de Digital Overdose 2000:The Countdown                             | Pays-Bas  | Paul Elstak, The Prophet, Lady Dana, Buzz Fuzz, Neophyte, Attic & Stylzz, Dano, Neophyte & Bodylotion (live), Evil Activities (live). | —                                                                            | —     |
| 26 décembre 1999  | Planet discothèque, Bochum              | Hellraiser                                                                            | Allemagne | - Hall 1 — Hellraiser : DJ Rob & MC Joe, The Masochist, Ruffneck, Buzz Fuzz, DJ Kahlkopf HC & MC Overdose, Dolodan, Spawn, 3 Steps Ahead (live), Amiga Shock Force (live). - Hall 2 — Ruhrcore : DJ Gigi & MC Violence, Spooky, Crash, Special Gee, Beesta, Jeckyll, Smokey. | —                                                                            | —     |
| 10 juin 2000      | Florianhalle, Dortmund                  | The Termination                                                                       | Allemagne | Mike Oh' Man, Neophyte, DJ Kahlkopf HC & MC Overdose, The Masochist (live), Rotterdam Terror Corps (live), Sound of Rotterdam (live), Lenny Dee, DJ Rob & MC Joe, Darkraver & DJ Vince, DJ Paul & MC Ruffian, Promo, Neophyte (live), Amiga Shock Force (live). | 3 000 places.                                                                | —     |
| 24 novembre 2000  | Europahalle, Castrop-Rauxel             | Hellraiser: The Resurrection                                                          | Allemagne | Omar Santana, DJ Paul & MC Ruffian, Promo, DJ Rob & MC Joe, Ron & MC P.D., Gizmo, Buzz Fuzz, Kahlkopf HC & MC Overdose, Bam Bam, Stunned Guys (live). | 6 000 places                                                                 | —     |
| 14 avril 2001     | Zentralhallen, Hamm                     | Hellraiser: The Final Destination                                                     | Allemagne | - Area One : Lenny Dee, DJ Paul & MC Ruffian, Digital Boy, Omar Santana, Gizmo, Dione, Promo. - Area Two : Darkraver, DJ Vince, DM-Style. - Area Three : Hardforce DJ Team, Ron & MC P.D., Neophyte, Da Predator, Rotterdam Terror Corps, Dark Twins. | —                                                                            | —     |
| 27 octobre 2001   | Loos, Amsterdam                         | Warehouse 1 — annulé                                                                  | Pays-Bas  | Buzz Fuzz, Promo, Bass-D and King Matthew, Dano, Endymion, Pavo, Flamman, Rob. | —                                                                            | —     |
| 3 février 2012    | Peppermill, Heerlen                     | Hellraiser - Dutch Edition                                                            | Pays-Bas  | - Main Area - Arena of Pain : Ruffian, Promo, Nosferatu, Stormtrooper, Predator, Krad Evitagen, Darkcontroller, Dione vs. E-Noid, animation MC RTSIER. - Area 2 - Legends of Glory : Ruffneck, Leviathan, Distortion, Headbanger - Area 3 - Transitions par PRSPCT Recordings : Sinister Souls, Lowroller, The Panacea, The Outside Agency, Trasher, I:gor. | —                                                                            | —     |

## Médias

### Compilations
| Année | Titre                                                    | Producteur   | Artistes | Liens externes     |
| ----- | -------------------------------------------------------- | ------------ | -------- | ------------------ |
| 1993  | The Final Connection Between Heaven and Earth            | ISP          |          |                    |
| 1994  | The Second Chapter                                       | ISP          |          |                    |
| 1996  | Hellraiser: The Ultimate Hardcore Dance-Album Volume I   | ISP          |          |                    |
| 1996  | Hellraiser: The Ultimate Hardcore Dance-Album Volume II  | ISP          |          |                    |
| 1997  | Hellraiser: The Ultimate Hardcore Dance-Album Volume III | ISP          |          |                    |
| 1997  | Hellraiser: The Ultimate Hardcore Dance-Album Volume IV  | ISP          |          |                    |
| 2002  | Hellraiser                                               | Megarave     |          |                    |
| 2003  | Hellraiser Live 2003                                     | Megarave     |          |                    |
| 2003  | Protect Your Soul                                        | Rige Records |          | (double CD)        |
| 2007  | Claimed By Darkness                                      | Rige Records |          | (double CD et DVD) |
| 2008  | Return to the Labyrinth                                  | Rige Records |          | (double CD et DVD) |

### Produits dérivés et image
Le logotype du concept Hellraiser a été utilisé pour de nombreux objets de merchandising. Il s'agit de bombers, casquettes et autres articles vestimentaires, de briquets, etc.